# Gâteaux-Differential
Das Gâteaux-Differential, benannt nach René Gâteaux (1889–1914), stellt eine Verallgemeinerung des gewöhnlichen Differentiationsbegriffes dar, indem es die Richtungsableitung auch in unendlichdimensionalen Räumen definiert.
Gewöhnlich hat man für eine Funktion {\displaystyle f\colon G\to \mathbb {R} ,\ G\subset \mathbb {R} ^{n}} offene
Menge, die an der Stelle {\displaystyle x_{0}\in G} differenzierbar ist, als Definition der partiellen Ableitung
{\displaystyle {\frac {\partial f}{\partial x_{i}}}(x_{0})=\lim _{h\to 0}{\frac {f(x_{0,1},x_{0,2},\ldots ,x_{0,i}+h,\ldots ,x_{0,n})-f(x_{0})}{h}},\ \ (i={1,2,...,n})}.
Insbesondere ergibt sich für {\displaystyle n=1} das bekannte Differential
{\displaystyle {\frac {\mathrm {d} f}{\mathrm {d} x}}(x_{0})=\lim _{h\to 0}{\frac {f(x_{0}+h)-f(x_{0})}{h}}}.
Das Gâteaux-Differential verallgemeinert diese Konzepte auf unendlichdimensionale Vektorräume.

## Definitionen

### Weierstraßsche Zerlegungsformel
Sei {\displaystyle f\colon D\subset X\to Y} mit {\displaystyle D} offen und {\displaystyle X,Y} normierte Räume. Dann heißt {\displaystyle f} in {\displaystyle x_{0}\in D} Gâteaux-differenzierbar, falls die weierstraßsche Zerlegungsformel gilt, also falls eine lineare Funktion {\displaystyle A\in L(X,Y)} existiert, sodass
{\displaystyle \lim _{t\rightarrow 0}{\frac {1}{t}}[f(x_{0}+th)-f(x_{0})-tAh]=0}
für alle {\displaystyle h\in X} mit {\displaystyle \lVert h\rVert =1}. Dies ist äquivalent zu
{\displaystyle f(x_{0}+th)-f(x_{0})=tAh+o(|t|)}.
Dann bezeichnet man {\displaystyle A=:f'(x_{0})} als die Gâteaux-Ableitung von {\displaystyle f} im Punkt {\displaystyle x_{0}}.

### 1. Variation; Variationsableitung
Sei nun für das Gâteaux-Differential folgende Situation gegeben: Es sei wie üblich
{\displaystyle f\colon D(f)\to \mathbb {R} } ein in {\displaystyle D(f)\subseteq \Omega } definiertes Funktional; {\displaystyle \Omega } sei ein linearer normierter Raum (das heißt ein Vektorraum, versehen mit einer Norm {\displaystyle \|\cdot \|}) oder ein allgemeinerer topologischer Vektorraum mit Voraussetzungen, über die man sich im konkreten Anwendungsfall nähere Gedanken machen muss; ferner sei {\displaystyle x_{0}\in D(f)} und {\displaystyle v\in \Omega }. Dann ist das Gâteaux-Differential an der Stelle {\displaystyle x_{0}} in Richtung {\displaystyle v}, falls es existiert, definiert durch die folgende Ableitung nach {\displaystyle \varepsilon }:
{\displaystyle \delta f(x_{0},v)=\lim _{\varepsilon \to 0}{\frac {f(x_{0}+\varepsilon \cdot v)-f(x_{0})}{\varepsilon }}=\left.{\frac {\mathrm {d} f(x_{0}+\varepsilon \cdot v)}{\mathrm {d} \varepsilon }}\right|_{\varepsilon =0}}
oder auch für {\displaystyle x_{1}\in D(f)} durch
{\displaystyle \delta f(x_{0},x_{1}-x_{0})=\lim _{\varepsilon \to 0}{\frac {f(x_{0}+\varepsilon \cdot (x_{1}-x_{0}))-f(x_{0})}{\varepsilon }}\,.\,}
Man beachte dabei {\displaystyle x_{0}\in D(f)}, {\displaystyle v\in \Omega } und ebenfalls {\displaystyle x_{1}-x_{0}} darin, aber {\displaystyle \varepsilon \in \mathbb {R} }.
Die Gâteaux-Ableitung nach {\displaystyle \varepsilon } ist bezüglich der Größe {\displaystyle h:=x_{1}-x_{0}} ein Funktional, das auch als 1. Variation von {\displaystyle f} an der Stelle {\displaystyle x_{0}} bezeichnet wird.
Eine andere Möglichkeit ist, anstelle normierter Vektorräume allgemeinere topologische Vektorräume mit entsprechendem Konvergenzbegriff zu benutzen. Vor allem in Physikbüchern werden Funktionale üblicherweise mit dem Buchstaben {\displaystyle I} bezeichnet, und statt der Größe {\displaystyle h:=x_{1}-x_{0}} schreibt man meist {\displaystyle \delta q(x)}, mit distributionswertigen Größen. Statt der Ableitung {\displaystyle {\tfrac {dI(x+\varepsilon \cdot h)}{d\varepsilon }}_{\,|\varepsilon =0}} führt man in einem Zusatzschritt die Variationsableitung ein, die eng mit der Gâteaux-Ableitung zusammenhängt.

### Beispiel
Für
{\displaystyle f(\varepsilon ):=\int \,{\rm {d}}t\,{\mathcal {L}}\left(t,q(t)+\varepsilon \cdot \delta q(t),{\dot {q}}(t)+\varepsilon \cdot {\frac {{\rm {d}}(\delta q(t))}{{\rm {d}}t}}\right)}
erhält man nach einer partiellen Integration mit verschwindendem ausintegrierten Teil ein Resultat der Form {\displaystyle \textstyle {\frac {{\rm {d}}f}{{\rm {d}}\varepsilon }}(\varepsilon \to 0)\,=\,\int \,{\rm {d}}t\,{\frac {\delta {\mathcal {L}}}{\delta q(t)}}\cdot \delta q(t)} mit der Variationsableitung
{\displaystyle {\frac {\delta {\mathcal {L}}}{\delta q(t)}}\equiv {\frac {\partial {\mathcal {L}}}{\partial q(t)}}-{\frac {\rm {d}}{{\rm {d}}t}}{\frac {\partial {\mathcal {L}}}{\partial {\dot {q}}(t)}}\,.}
(Die Variationsableitung "an der Stelle q(t)" bei kontinuierlichen Variablen ist also die Verallgemeinerung der partiellen Ableitung {\displaystyle {\tfrac {\partial {\mathcal {L}}}{\partial x_{i}}}} einer Funktion von n Variablen, also zum Beispiel für den fiktiven Fall {\displaystyle {\mathcal {L}}={\mathcal {L}}(x_{1},...,x_{n})}. So ähnlich wie im fiktiven Fall das totale Differential einer Funktion von n Variablen, so hat auch hier {\displaystyle \delta f}, das totale Differential des Funktionals, invariante Bedeutung. Weitere Einzelheiten im Kapitel Lagrange-Formalismus.)
Im Folgenden wird wegen der Einfachheit auf die Kennung der Vektoren durch „fett geschriebene“ Buchstaben verzichtet.

### 2. Variation
{\displaystyle \delta ^{2}f(x_{0},v)=\left.{\frac {\mathrm {d} ^{2}f(x_{0}+\varepsilon \cdot v)}{\mathrm {d} \varepsilon ^{2}}}\right|_{\varepsilon =0}}

### Halbseitiges Differential und Richtungsableitung
Unter denselben Voraussetzungen wie oben ist das einseitige Gâteaux-Differential durch
{\displaystyle \delta _{+}f(x_{0},v)=\lim _{\varepsilon \to 0^{+}}{\frac {f(x_{0}+\varepsilon \cdot v)-f(x_{0})}{\varepsilon }}}
beziehungsweise durch
{\displaystyle \delta _{-}f(x_{0},v)=\lim _{\varepsilon \to 0^{-}}{\frac {f(x_{0}+\varepsilon \cdot v)-f(x_{0})}{\varepsilon }}}
definiert. Das einseitige Gâteaux-Differential wird auch Richtungsdifferential von {\displaystyle f} an der Stelle {\displaystyle x_{0}} genannt. Für die zum Vektor {\displaystyle v} gehörende Richtung verallgemeinert nämlich bei „kontinuierlichen Variablen“ das einseitige Gâteaux-Differential (genauer: die zugehörige Variationsableitung) gerade die Richtungsableitung von {\displaystyle f} in Richtung {\displaystyle v} an der Stelle {\displaystyle x_{0}}.

### Gâteaux-Ableitung
Ist {\displaystyle \delta f(x_{0},v)} ein in {\displaystyle v} stetiges lineares Funktional (d. h. die Funktion vermittelt durch {\displaystyle v\mapsto \delta f(x_{0},v)} ist homogen, additiv und stetig im Argument {\displaystyle v}), dann heißt {\displaystyle f'(x_{0})} Gâteaux-Ableitung an der Stelle {\displaystyle x_{0}} und {\displaystyle f} Gâteaux-differenzierbar in {\displaystyle x_{0}}.

## Eigenschaften der 1. Variation
- Das Gâteaux-Differential ist homogen, das bedeutet

{\displaystyle \delta f(x_{0},k\cdot v)=k\cdot \delta f(x_{0},v)}

für alle {\displaystyle k\in \mathbb {R} }. Die Eigenschaft gilt analog für das einseitige Gâteaux-Differential.

- Das Gâteaux-Differential ist eine lineare Operation, es gilt also 

 {\displaystyle \delta (f_{1}+f_{2})(x_{0},v)=\delta f_{1}(x_{0},v)+\delta f_{2}(x_{0},v).} 

 und

 {\displaystyle k\cdot \delta f(x_{0},v)=\delta (k\cdot f)(x_{0},v).} 

 für alle {\displaystyle k\in \mathbb {R} }

## Beispiele
1. {\displaystyle f(x_{1},x_{2})=1}, falls {\displaystyle x_{2}=x_{1}^{2}}, {\displaystyle x_{1}\neq 0} bzw. {\displaystyle 0} sonst {\displaystyle \delta f((0,0),v)=\lim _{t\to 0}{\frac {0-0}{t}}=0}.
2. {\displaystyle f(x)=|x|,\ x\in \mathbb {R} ^{n}} {\displaystyle \delta _{+}f(0,v)=\lim _{\varepsilon \to 0^{+}}{\frac {|0+\varepsilon \cdot v|-0}{\varepsilon }}=|v|}
3. {\displaystyle f(x_{1},x_{2})=x_{1}^{2}\left(1+{\frac {1}{x_{2}}}\right)} für {\displaystyle x_{2}\neq 0} und {\displaystyle -{\frac {x_{1}^{2}}{x_{2}^{2}}}} für {\displaystyle x_{2}=0}, {\displaystyle \nabla f(x_{1},x_{2})=\left(2\cdot x_{1}\cdot \left(1+{\frac {1}{x_{2}}}\right),-{\frac {x_{1}^{2}}{x_{2}^{2}}}\right)^{T}}

{\displaystyle \delta f((0,0),v)=\lim _{\varepsilon \to 0}{\frac {(\varepsilon \cdot v_{1})^{2}\cdot \left(1+{\frac {1}{\varepsilon \cdot v_{2}}}\right)}{\varepsilon }}={\frac {v_{1}^{2}}{v_{2}}}}
(wobei {\displaystyle v=(v_{1},v_{2})^{T}})

## Anwendungen
Wie die gewöhnliche Ableitung ist das Gâteaux-Differential zum Bestimmen von Extrema und daher in der Optimierung von Nutzen. Sei {\displaystyle f\colon X\to \mathbb {R} ,\ X\subset D(f)\subset \Omega } offen, {\displaystyle \Omega } linearer normierter Raum, {\displaystyle x_{0}\in \operatorname {int} (X)} (das Innere der Menge {\displaystyle X}), {\displaystyle \operatorname {int} (X)\neq \emptyset } und {\displaystyle B_{\varepsilon }(x_{0})} der offene Ball um {\displaystyle x_{0}} mit Radius {\displaystyle \varepsilon }. Notwendige Optimalitätsbedingung: Sei {\displaystyle x_{0}} ein lokales Minimum von {\displaystyle f} auf {\displaystyle X}, dann ist {\displaystyle \delta _{+}f(x_{0},v)\geq 0\ \forall v\in \Omega }, falls das einseitige Gâteaux-Differential in {\displaystyle x_{0}} existiert. Hinreichende Optimalitätsbedingung: {\displaystyle f} besitze in {\displaystyle B_{\varepsilon }(x_{0})} eine 2. Variation {\displaystyle \forall v\in \Omega } und {\displaystyle \forall x\in B_{\varepsilon }(x_{0})}. Falls gilt {\displaystyle \delta f(x_{0},v)=0\ \forall v\in \Omega } und für ein {\displaystyle c>0} {\displaystyle \delta ^{2}f(x_{0},v)\geq c\cdot \|v\|^{2}\ \forall v\in \Omega } und {\displaystyle \forall x\in B_{\varepsilon }(x_{0})}, dann ist {\displaystyle x_{0}} strenge lokale Minimalstelle von {\displaystyle f} auf {\displaystyle \operatorname {int} (X)}.